# Battaglia di Fort Carillon
La battaglia di Fort Carillon, nota anche come battaglia di Ticonderoga del 1758, fu combattuta l'8 luglio 1758 nel corso della guerra franco-indiana (parte della guerra dei sette anni). Si svolse nei pressi di Fort Carillon (oggi noto come Fort Ticonderoga) sulle coste del lago Champlain nella zona di frontiera tra la colonia britannica di New York e quella francese del Canada.
Nella battaglia, che si svolse soprattutto su un'altura a un chilometro dal fortino, un esercito francese di circa 4000 uomini comandati dal generale Louis-Joseph de Montcalm e da François-Gaston de Lévis sconfissero un esercito numericamente superiore del Regno di Gran Bretagna guidato dal generale James Abercrombie, che assaltò frontalmente un esercito trincerato francese senza l'uso di artiglieria da campo. La battaglia fu la più sanguinosa della guerra, con oltre 3000 caduti di cui oltre 2000 britannici.
Lo storico statunitense Lawrence H. Gipson disse della campagna di Abercrombie che "nessuna campagna militare lanciata su suolo statunitense aveva mai mostrato così tanti errori di giudizio da parte dei responsabili". Molti storici militari hanno citato la battaglia di Fort Carillon come classico esempio di incompetenza tattica militare. Abercrombie, sicuro di una facile vittoria, ignorò molte soluzioni praticabili, come ad esempio colpire ai fianchi la difesa francese, aspettare l'artiglieria o assediare la fortezza. Invece, basandosi sull'erroneo resoconto di un giovane geniere militare ed ignorando alcune sue raccomandazioni, decise di portare un assalto frontale ai francesi trincerati senza l'aiuto dell'artiglieria. Montcalm, preoccupato della debole posizione militare del fortino, condusse la difesa con coraggio. A causa anche della mancanza di tempo, commise errori strategici nella preparazione delle difese della zona che avrebbero potuto essere sfruttate da un nemico più attento, e fece errori tattici che resero più semplice il lavoro degli assalitori.
La fortezza, abbandonata dalla sua guarnigione, fu conquistata dai britannici l'anno dopo, e prese il nome di Fort Ticonderoga. Questa battaglia diede alla fortezza una reputazione di inespugnabilità. Nonostante le numerose operazioni militari nella zona, questa fu la sola battaglia combattuta nei pressi della fortezza nel corso della guerra franco-indiana e della guerra d'indipendenza americana.

## Geografia

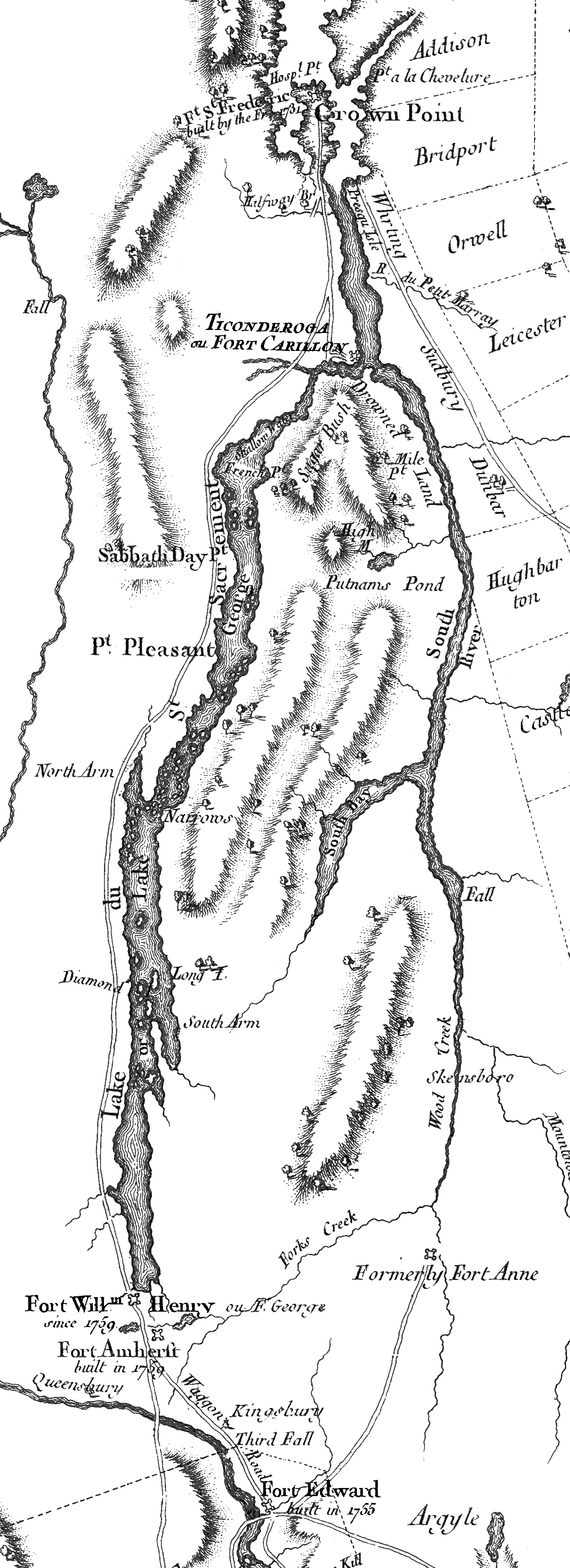
Dettaglio di una mappa del 1777 raffigurante l'area tra Crown Point e Fort Edward. Mount Defiance è chiamato "Sugar Bush".

Fort Carillon si trovava in un punto tra il lago Champlain ed il lago George, esattamente nel punto di incontro tra i francesi che scendevano dal Canada e dalla valle del San Lorenzo verso la Hudson Valley ed i britannici che risalivano l'Hudson da Albany. La fortezza aveva il lago Champlain ad est, e Mount Independence sull'altro lato. Subito a sud della fortezza si trovava la foce del fiume La Chute, emissari di lago George. Il fiume era in buona parte non navigabile e c'era una strada che collegava l'estremità settentrionale di lago George ad una segheria che i francesi avevano costruito per sostenere la fortezza. Questa strada attraversava il La Chute due volte; la prima a circa 3 km da lago George, e la seconda presso la segheria, a circa 3 km dalla fortezza.
A nord del fortino si trovava una strada che portava a Fort St. Frédéric. Ad ovest c'era una leggera altura oltre la quale si trovava Mount Hope dal quale si dominava parte del percorso ma che era troppo lontano dalla fortezza per essere pericolosa. Il più grave difetto geografico era Mount Defiance (noto in quel periodo come Rattlesnake Hill e nel 1770 come Sugar Bush), poco a sud di Fort Carillon, oltre il La Chute. Questa collina di 30 metri, ripida e molto boscosa, forniva un'ottima postazione di fuoco per i cannoni che miravano alla fortezza. Nicolas Sarrebource de Pontleroy, ingegnere capo di Montcalm, disse riguardo alla posizione: "Se fossi incaricato di assediarla, mi servirebbero solo sei mortai e due cannoni".

## Contesto storico
Prima del 1758 la guerra franco-indiana era stata deludente per i britannici, i cui soldati conquistarono pochi obiettivi. Dopo la serie di vittorie francesi del 1757 in America settentrionale e grazie anche alla situazione in Europa, William Pitt prese il controllo delle forze britanniche nella guerra dei sette anni. Intraprendendo una strategia che prevedeva la difesa in Europa, dove la Francia era forte, e l'attacco in America del Nord, dove la Francia era invece debole, decise di attaccare la Nuova Francia (i possedimenti francesi in America) con tre diverse campagne. Le campagne su larga scala erano dirette alla conquista di Fort Duquesne sulla frontiera della Pennsylvania e della fortezza di Louisbourg (sulla Île-Royale, oggi nota come isola del Capo Bretone). La terza campagna, assegnata al generale James Abercrombie, fu diretta contro il Canada attraverso la valle Champlain. Probabilmente Pitt avrebbe preferito avere a disposizione George Howe, abile tattico e leader dinamico, per guidare la spedizione, ma l'anzianità di servizio lo portò a nominare l'anonimo Abercrombie. Howe fu nominato generale di brigata e secondo in comando di Abercrombie.

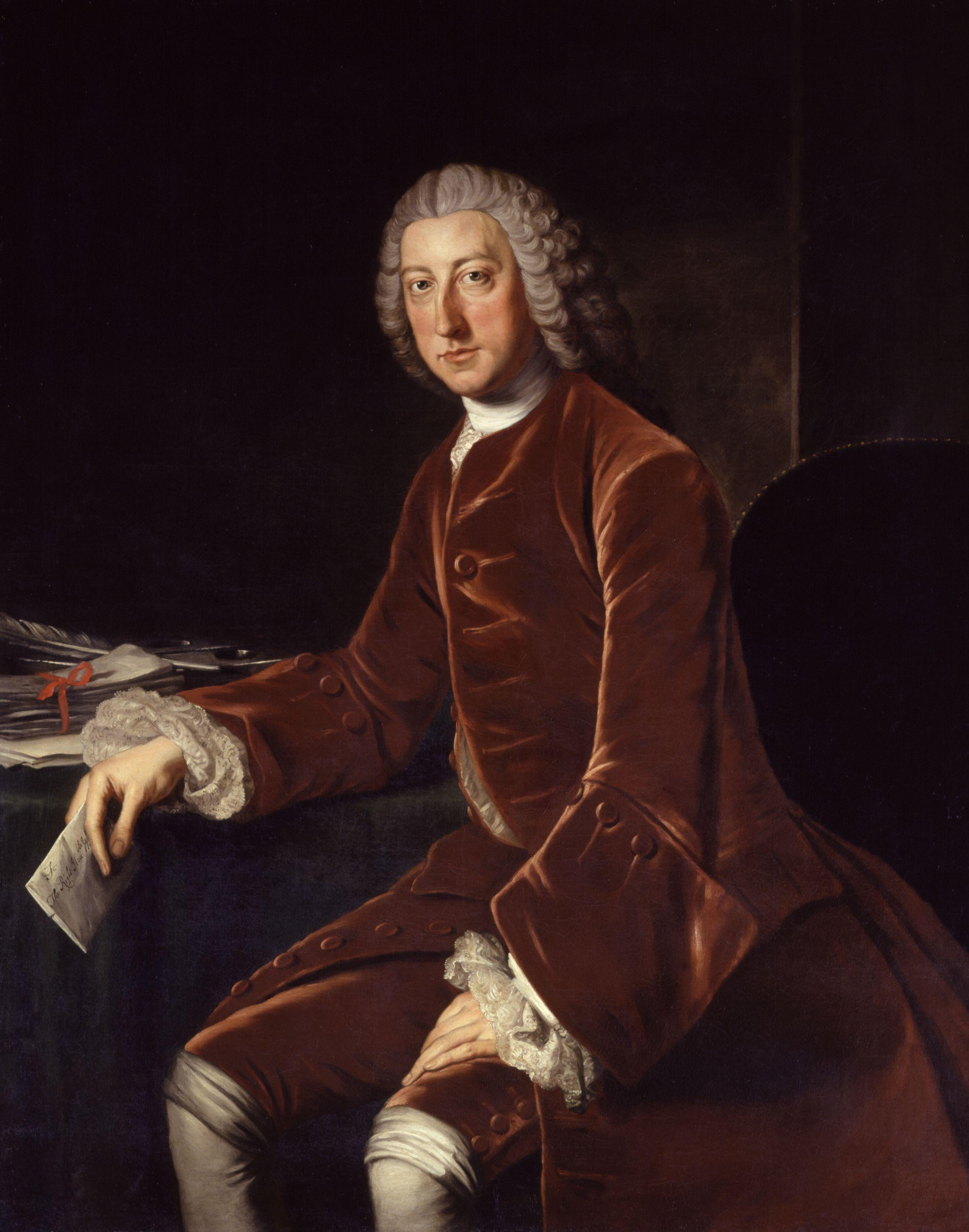
William Pitt diresse le operazioni britanniche

I francesi, che avevano iniziato la costruzione di Fort Carillon nel 1755, lo usarono come punto di partenza del fortunato assedio di Fort William Henry del 1757. Nonostante questo ed altri successi in America nel 1757, la situazione non si mise bene nel 1758. All'inizio di marzo Louis-Joseph de Montcalm, generale comandante responsabile delle forze francesi in Nord America, e Pierre de Rigaud de Vaudreuil-Cavagnal, governatore della Nuova Francia, temevano che i britannici stessero organizzando molti uomini contro di loro, e che avessero poco sostegno da re Luigi XV di Francia. La mancanza di sostegno dalla madrepatria era in parte dovuta alla riluttanza dell'esercito francese a rischiare un viaggio con molti soldati attraverso l'oceano Atlantico, dominato dalla Royal Navy britannica. La situazione si esacerbò per colpa dello scarso raccolto canadese del 1757 che portò alla carenza di cibo col progredire dell'inverno.
Montcalm e Vaudreuil, che non andavano d'accordo, volevano gestire in maniera diversa la minaccia britannica. Avevano a disposizione meno di 5000 soldati regolari, circa 6000 milizie ed un numero limitato di alleati indiani, e dovevano affrontare un numero spropositato di inglesi, qualcuno diceva 50 000. Vaudreuil, che aveva un'esperienza di combattimento limitata, avrebbe voluto dividere le forze francesi stanziandone 5000 a Carillon ed altrettanti a Louisbourg, e mandando un picchetto di circa 3500 uomini contro i britannici sul Mohawk alla frontiera nordoccidentale della provincia di New York. Montcalm credeva che questo piano fosse folle, dato che avrebbe permesso agli inglesi di usare una parte delle loro forze per fermare l'assalto francese. Vaudreuil ebbe la meglio, e nel giugno del 1758 Montcalm partì da Quebec diretto a Carillon.

## Preparativi britannici
I britannici ammassarono l'esercito comandato dal generale James Abercrombie nei pressi di Fort William Henry, che sorgeva all'estremità meridionale del lago George ma che era stato distrutto dopo la conquista francese l'anno precedente. L'esercito contava 16000 unità, e si trattava della forza più numerosa mai dispiegata in America del Nord fino a quel momento. Tra gli altri vi era Lord John Murray col 42º reggimento Highland (1º battaglione), il 27º, 44º, 46º e 55º reggimento, ed il 1º e 4º battaglione del 60°, mentre tra le province che fornirono milizie vi furono Connecticut, Massachusetts, New York, New Jersey e Rhode Island. Il 5 luglio 1758 queste truppe si imbarcarono e scesero a terra a nord del lago George il 6 luglio.

## Preparativi difensivi francesi
Il colonnello François-Charles de Bourlamaque, al comando di Fort Carillon prima dell'arrivo di Montcalm, sapeva dal 23 giugno che un grande attacco britannico stava per iniziare. Aveva mandato un messaggero con una lettera da Vaudreuil ad Abercrombie (parte di un convenzionale scambio di piaceri tra comandanti nemici) il 10 giugno ed attendeva la risposta. Il fatto che i britannici lo trattennero era un'indicazione del fatto che il messaggero aveva probabilmente saputo troppo. Bourlamaque aumentò le attività di ricognizione, e seppe dai ricognitori inglesi catturati la dimensione approssimativa della forza inglese.

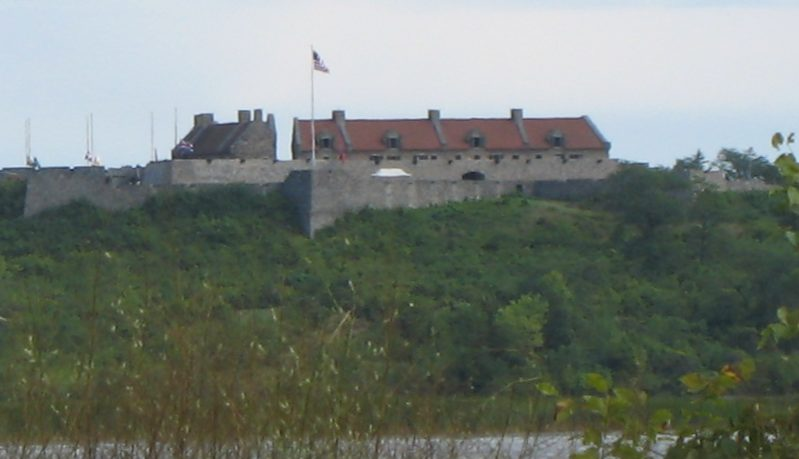
Fort Ticonderoga, visto dal lago Champlain

Montcalm giunse a Fort Carillon il 30 giugno trovandovi una guarnigione sottodimensionata, con soli 3500 uomini e cibo sufficiente per soli nove giorni. I ricognitori di Bourlamaque dissero che i britannici erano 20 000 o più ammassati nei pressi di Fort William Henry. Dato l'ampio numero del nemico ed i problemi di posizione della fortezza, Montcalm scelse di difendere i punti di accesso più deboli. Distaccò Bourlamaque e tre battaglioni ad occupare e fortificare l'attraversamento del fiume lungo la strada a circa 3 km dall'estremità settentrionale di lago George, circa 10 km dal fortino. Montcalm stesso prese due battaglioni ed occupò e fortificò un campo presso la segheria, mentre i soldati rimasti aumentarono le difese della fortezza. Mandò anche un messaggio con la situazione a Montreal chiedendo, se possibile, François-Gaston de Lévis ed i suoi uomini come rinforzo. Si trattava di truppe che Vaudreuil voleva impiegare nelle fortezze sulla frontiera occidentale. Lévis non aveva ancora lasciato Montreal, per cui Vaudreuil gli ordinò di raggiungere Carillon con i suoi 400 uomini. Partirono da Montreal il 2 luglio.
Quando il 5 luglio Bourlamaque venne a sapere che la flotta britannica stava arrivando, inviò il capitano Trépezet e circa 350 uomini ad osservarli e, se possibile, ad impedirne o sbarco. Saputa la dimensione della flotta, che si disse fosse "abbastanza grande da coprire la superficie del [lago George]", Montcalm ordinò a Bourlamaque di ritirarsi. Bourlamaque, soddisfatto della situazione difensiva, resistette, e non si ritirò finché Montcalm non ripeté l'ordine tre volte. Montcalm, ora consapevole del motivo dello spostamento, ordinò a tutti di tornare a Carillon e di distruggere entrambi i ponti post lungo la strada. Queste ritirate isolarono Trépezet ed i suoi uomini, situazione che peggiorò quando le sue guide indiane scapparono abbandonandolo.
A partire dalla sera del 6 luglio i francesi iniziarono a scavare trincee su un'altura a circa 1 km a nordovest della fortezza che dominava la strada che conduce al fortino. Il 7 luglio costruirono una serie di abbattute (alberi abbattuti ed appuntiti diretti verso il nemico) sotto queste trincee. Quella sera costruirono anche un riparo in legno sopra le trincee. Si trattava di difese utili contro le piccole armi da fuoco, ma non contro eventuali cannoni.

## Bernetz Brook

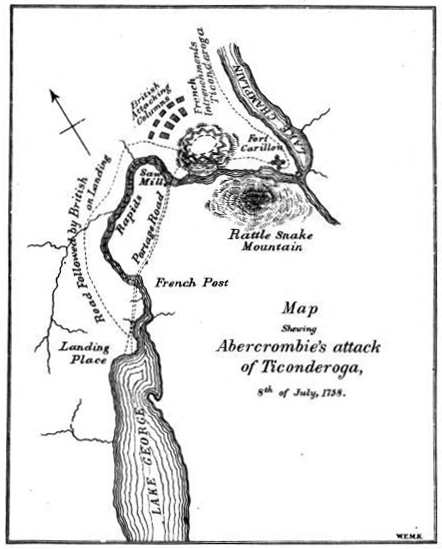
Mappa raffigurante la rotta inizialmente intrapresa dai britannici verso la fortezza

L'esercito britannico iniziò lo sbarco a nord del lago George la mattina del 6 luglio. Per prima cosa Abercrombie fece sbarcare l'avanguardia per controllare l'area, trovandola abbandonata da poco. Rifornimenti ed equipaggiamento erano stati abbandonati dai francesi nella loro fuga precipitosa. Il grosso dell'esercito sbarcò, si dispose in colonne ed iniziò una marcia sulla riva occidentale del fiume che univa il lago George al lago Champlain, piuttosto che seguire la strada i cui ponti erano stati distrutti da Montcalm. La zona era molto boscosa, e le colonne non poterono essere mantenute.
Nei pressi della confluenza tra Bernetz Brook e La Chute, il capitano Trépezet ed i suoi uomini, mentre tentavano di tornare nelle linee amiche, incontrarono il reggimento del Connecticut di Phineas Lyman, dando il via ad una schermaglia nel bosco. La colonna del generale Howe era nei pressi dello scontro, e vi si diresse. Quando giunse sul campo di battaglia il generale Howe fu colpito ed ucciso da un proiettile di moschetto. Una colonna del Massachusetts, anch'essa giunta alla battaglia, tagliò fuori la retroguardia francese. In una lotta disperata circa 150 degli uomini di Trepézet furono uccisi, ed altri 150 catturati. I restanti francesi, compreso Trepézet, fuggirono nuotando oltre il La Chute. Trepézet morì il giorno dopo per le ferite riportate nello scontro.
Le fonti non concordano sul numero di caduti. William Nester dice che i britannici persero pochi uomini, solo dieci morti e sei feriti, mentre Rene Chartrand parla di 100 morti e feriti, tra cui il generale Howe. Gli inglesi, frustrati dalla boscaglia troppo fitta, si demoralizzarono per la morte di Howe, ed esausti per il viaggio notturno in barca si accamparono tra gli alberi e tornarono al punto dello sbarco il mattino successivo.

## Strada principale
Il 7 luglio Abercrombie mandò il tenente colonnello John Bradstreet a seguire la strada principale. Al raggiungimento del primo attraversamento, dove Bourlamaque si era accampato, ricostruirono il ponte e procedettero verso la segheria. L'esercito li seguì e si accampò in quel punto. Ricognitori e prigionieri dissero ad Abercrombie che Montcalm aveva 6000 uomini e che stava aspettando l'arrivo di François-Gaston de Lévis con altri 3000 uomini. Abercrombie ordinò al suo geniere, il tenente Matthew Clerk, e ad uno degli aiutanti, il capitano James Abercrombie (non si sa se fosse un parente) di controllare le difese francesi. Dopo aver disceso Rattlesnake Hill (noto allora come Mount Defiance), dissero che la postazione francese appariva incompleta, e che poteva essere "facilmente conquistata, anche senza cannoni". Non sapevano che i francesi avevano nascosto molti dei lavori fatti con arbusti ed alberi, e che le loro opere erano quasi completate. Nel resoconto di Clerk c'era il consiglio di fortificare sia la sommità che la base di Rattlesnake Hill. Abercrombie decise di attaccare il mattino successivo, prima dell'arrivo di Lévis. Lévis giunse al forte la sera del 7 luglio con 400 regolari.
Quella sera Abercrombie tenne una riunione. Le opzioni presentate allo staff erano limitate alla scelta se attaccare il giorno dopo con tre o quattro ranghi, ed il consiglio scelse tre. Il piano di Abercrombie non tenne conto del consiglio di Clerk di fortificare la sommità di Rattlesnake Hill; oltre all'assalto frontale 4 cannoni da sei once ed un obice furono portati a valle del La Chute e montati alla base di Rattlesnake Hill.
All'alba dell'8 luglio Clerk uscì di nuovo dalla base di Rattlesnake Hill per osservare le difese francesi. Il suo resoconto indicava che le linee francesi erano ancora conquistabili.

## Piani di battaglia

Mappa schematica raffigurante le linee di battaglia

La battaglia iniziò il mattino dell'8 luglio con i Rogers' Rangers e la fanteria leggera dell'80º fanteria del colonnello Thomas Gage a rincorrere i pochi ricognitori francesi rimasti oltre le trincee. Erano inseguiti dalle milizie di New York e Massachusetts, e dalle tre colonne di regolari che superarono le milizie per iniziare l'attaccò. Il 27° ed il 60° formarono la colonna di destra comandata dal tenente colonnello William Haviland, il 44° ed il 55° del tenente colonnello John Donaldson si misero al centro, ed il 42° ed il 46° del tenente colonnello Francis Grant a sinistra. Ogni colonna era preceduta dalle compagnie di fanteria leggera. In riserva c'erano le milizie del Connecticut e del New Jersey.
Montcalm aveva organizzato le forze francesi in tre brigate ed una riserva. Comandò i battaglioni Royal Roussillon e Berry al centro delle trincee, mentre Lévis guidò Béarn, Guyenne e la Reine a destra e Bourlamaque il La Sarre ed il Languedoc a sinistra. Ogni battaglione difendeva circa 90 metri di trincea. Ridotte con cannoni proteggevano i fianchi della trincea, anche se quella a destra non era stata completata. Il terreno tra fianco sinistro e fiume La Chute River era controllato da milizie e marinai, che avevano anche costruito abbattute per difendere la posizione. Le riserve si trovavano nella fortezza o sul terreno tra fortezza e le trincee su Mount Hope. Parte di ogni battaglione era in riserva per aiutare le zone che avessero avuto più bisogno.

## Battaglia

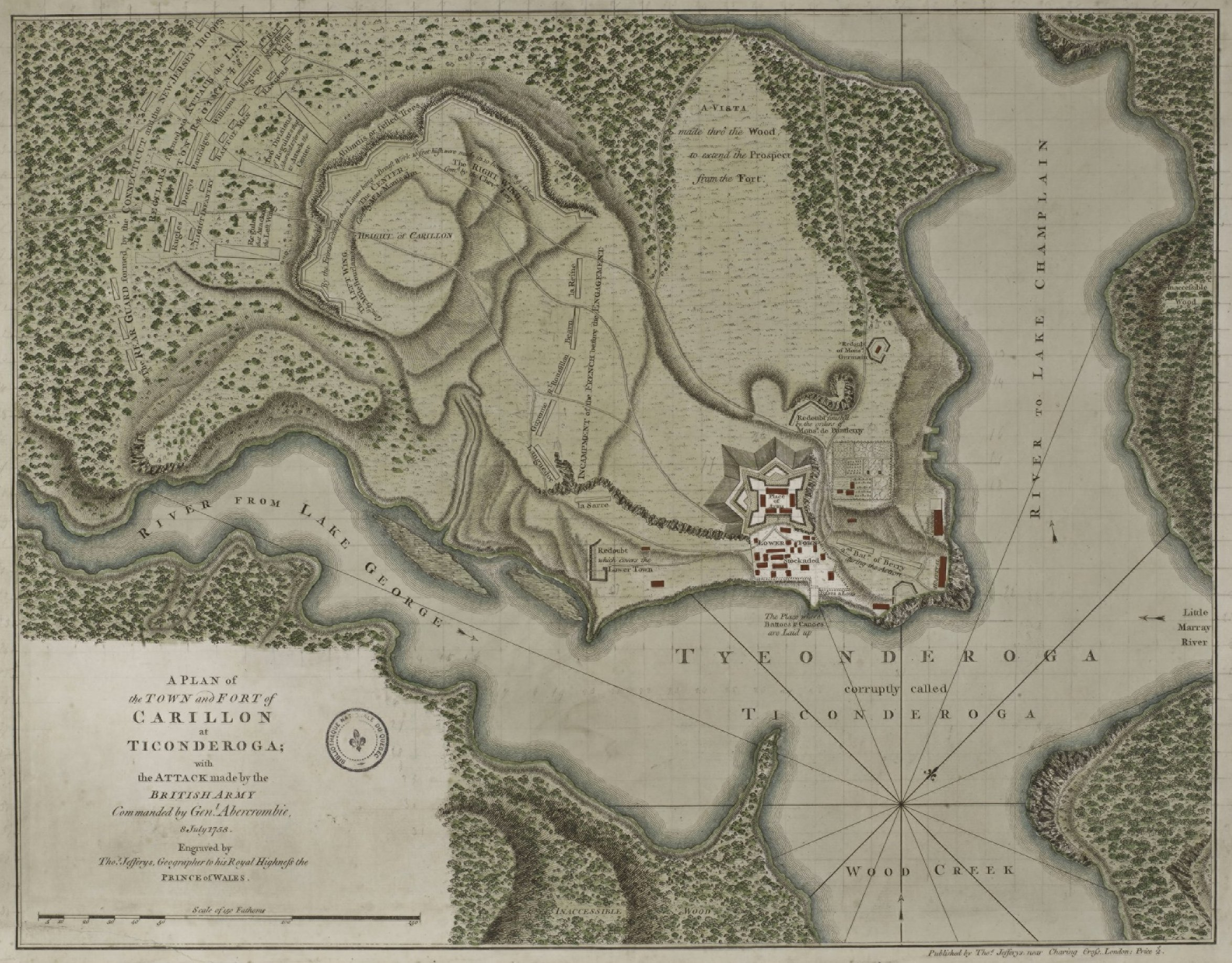
Mappa del 1758 raffigurante le linee di battaglia

Anche se Abercrombie si aspettava l'inizio della battaglia per le 13:00, alle 12:30 elementi dei reggimenti di New York a sinistra iniziarono ad attaccare i difensori francesi. Il suono della battaglia portò Haviland a credere che i francesi potessero essere penetrati, per cui ordinò l'avanzata dei propri uomini anche se non tutti erano in posizione, e Abercrombie non aveva dato l'ordine di iniziare. Il risultato fu un'accozzaglia di regolari in battaglia. Quando le compagnie di regolari arrivarono si disposero in linea come gli era stato ordinato, ed iniziarono ad avanzare. La colonna di destra, dovendo fare meno strada, attaccò per prima seguita da quella centrale e da quella di sinistra. Inizialmente il 42° era rimasto in riserva, ma dopo aver insistito gli fu concesso di entrare in battaglia.
La posizione dei francesi permetteva loro di sparare ai britannici durante l'avanzata, e le abbattute (termine che deriva dal francese abattoir, mattatoio) divennero rapidamente un bagno di sangue. Verso le 14:00 fu chiaro che la prima ondata di attacchi aveva fallito. Montcalm era attivo sul campo di battaglia, si era tolto la casacca e si diresse verso i propri uomini, incoraggiandoli ed assicurandosi che avessero tutto il necessario. Ad Abercrombie, che secondo i primi storici come Francis Parkman o Thomas Mante si trovava presso la segheria (quindi molto distante dall'azione), fu detto dal suo aiutante James Abercrombie di essere stato vicino alla retroguardia sul La Chute per buona parte della battaglia, e di aver affrontato le linee francesi all'inizio dello scontro. Non è chiaro perché, dopo la prima ondata fallita, Abercrombie abbia insistito nel lanciare nuove cariche. In seguito, scrivendo la propria difesa, disse di essersi basati sul resoconto di Clerk secondo il quale era fattibile, anche se questa cosa fu chiaramente smentita dal primo fallimento.
Attorno alle 14:00 le chiatte britanniche che trasportavano l'artiglieria discesero il La Chute River e, contrariamente al piano, navigarono un canale tra un'isola del La Chute e la riva. Questo le portò a tiro della fortezza francese. Il fuoco dei cannoni posti sul bastione sudoccidentale affondò due delle chiatte, obbligando le altre alla ritirata.

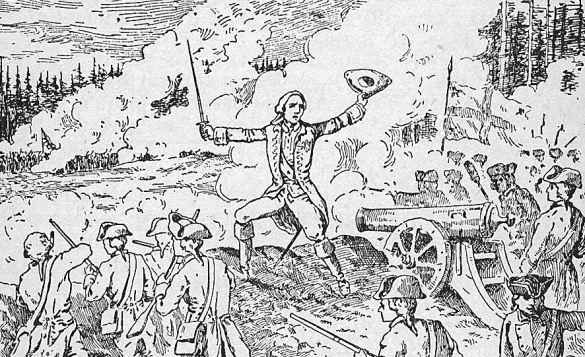
Illustrazione dell'inizio del XX secolo di un testo scolastico del Quebec raffigurante Montcalm mentre sostiene i difensori di Fort Carillon.

Abercrombie ordinò alle riserve di Connecticut e New Jersey di entrare in battaglia verso le 14:00, ma alle 14:30 fu chiaro che anche il loro attacco era fallito. Abercrombie cercò quindi di richiamare le truppe, ma molte di loro, soprattutto il 42° ed il 46° a sinistra, continuarono. Verso le 17:00 il 42° fece un'avanzata disperata che alla fine riuscì a raggiungere la base delle mura francesi. Coloro che riuscirono a scalare le mura erano armati di baionetta. Un osservatore britannico notò che "i nostri cadevano in modo incredibilmente veloce", mentre un altro scrisse che venivano "falciati come l'erba". Il massacro proseguì fino al calar della notte, con molti uomini che si ritiravano dietro un riparo costruito sul fondo del campo di battaglia.
Quando finalmente comprese il disastro, Abercrombie ordinò alle truppe di radunarsi e marciare fino al punto di sbarco al lago George. La ritirata nel bosco buio scatenò il panico e la disorganizzazione, quando voci di un attacco francese si diffusero tra le truppe. All'alba del giorno dopo l'esercito stava navigando il lago George fino alla propria base meridionale, dove giunse la sera. L'umiliazione della ritirata fu subito chiara ad alcuni partecipanti: il tenente colonnello Artemas Ward scrisse che si erano "ritirati vergognosamente".

## Conseguenze

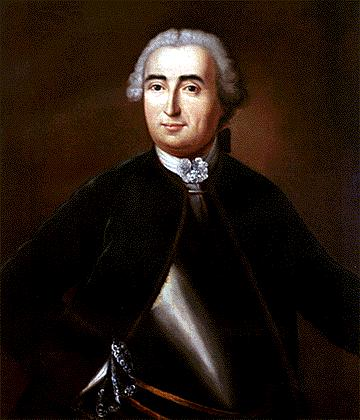
Generale Louis-Joseph de Montcalm

Montcalm, temendo un contrattacco britannico e preoccupato della fatica accumulata dalle sue truppe dopo una lunga battaglia, fece portare tra le linee barili di birra e vino. I soldati passarono la notte dormendo e lavorando alle difese in attesa di un nuovo attacco.
La notizia della battaglia giunse in Inghilterra poco dopo quella della caduta di Louisbourg, smontando le celebrazioni per quella vittoria. La madrepatria non seppe la portata effettiva delle vittorie oltremare del 1758 fino all'anno seguente, quando Pitt seppe delle vittorie di Fort Duquesne e Fort Frontenac, passi chiave per la conquista della Nuova Francia. Con la caduta di Carillon nel 1758, la conquista poté essere completata nel 1758 o nel 1759; come in effetti successe. Montreal (ultima resistenza) si arrese solo nel 1760, mentre campagne furono lanciate da Fort Oswego, Quebec e Carillon, con la conquista e rinomina a Fort Ticonderoga nel 1759 grazie a Jeffrey Amherst, colui che aveva già espugnato Louisbourg.
Abercrombie non guidò mai più un'altra campagna militare. Anche se rimase in servizio a lago George, non fece molto oltre a fornire sostegno a John Bradstreet nel successivo assalto a Fort Frontenac, autorizzato da un consiglio di guerra il 13 luglio. Bradstreet partì con 3000 uomini il 23 luglio, ed Abercrombie si rifiutò di prendere parte ad altre azioni giustificandosi con la mancanza di uomini. William Pitt, segretario di Stato britannico che aveva progettato la strategia inglese e che aveva saputo della sconfitta in agosto, scrisse ad Abercrombie il 18 settembre dicendo che "il re aveva deciso che avrebbe fatto meglio a tornare in Inghilterra". Abercrombie continuò a venire promosso, fino a diventare generale nel 1772.
Il fatto che gli indiani alleati dei britannici avessero assistito alla sconfitta complicarono le relazioni con loro. La notizia della sconfitta si diffuse in tutte le comunità, il che rese difficile il reclutamento di altri indiani per le successive missioni.

## Caduti
Questa battaglia fu la più sanguinosa della guerra, con oltre 3000 caduti. I morti francesi non furono molti: 104 caduti e 273 feriti nello scontro principale. Se si conta anche la sconfitta di Trépezet del 6 luglio, il totale sale a 550 caduti, circa il 13% della forza francese, percentuale simile a quella subita dai britannici (che Chartrand calcola aver perso tra 11,5% ed il 15%).
Il generale Abercrombie parlò di 547 morti, 1356 feriti e 77 dispersi. Lévis, in un resoconto, disse che i francesi avevano recuperato 800 cadaveri nemici, sottintendendo che Abercrombie aveva falsificato il numero dei caduti. Chartrand stimò il numero di morti inglesi (o di morti in seguito alle ferite) in circa 1000 nella battaglia principale, con circa 1500 feriti. Lo scontro del 6 luglio costò ai britannici 100 morti e feriti, e la perdita del generale Howe.

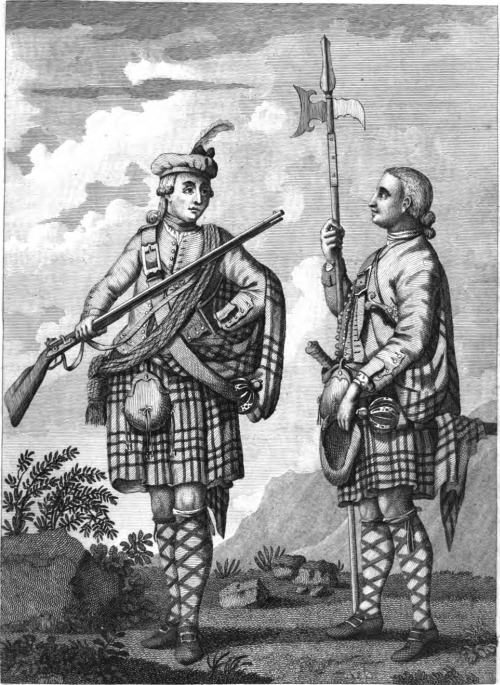
Ufficiali del 42º reggimento di fanteria, noto come Black Watch

Il 42º reggimento, noto come Black Watch, patì molti caduti e feriti. Oltre 300 uomini (tra cui 8 ufficiali) furono uccisi e quasi altrettanti feriti, ovvero buona parte dei caduti britannici. Re Giorgio III, alla fine del luglio 1758, nominò il 42º reggimento "Royal" per il coraggio mostrato, ed ordinò l'aggiunta di un secondo battaglione "come testimonianza della soddisfazione e dell'approvazione di Sua Maestà per lo straordinario coraggio, la lealtà e l'esemplare condotta del reggimento Highland". Il re seppe solo ad agosto che il reggimento aveva perso quasi metà degli uomini nello scontro.
Per lungo tempo è circolata una leggenda sulla morte del maggiore dei Black Watch Duncan Campbell. Nel 1742 si disse che il fantasma del fratello morto di Campbell gli sarebbe apparso in sogno promettendogli che si sarebbero rivisti a "Ticonderoga", un luogo allora sconosciuto. Campbell morì per le ferite subite durante la battaglia.

## Analisi
Le azioni dei comandanti sono state ampiamente analizzate. Nonostante Montcalm si sia comportato bene nel corso della battaglia, alcune scelte tattiche non furono prese da lui in considerazione, ed una parte dei preparativi è fonte di discussione. Al contrario, quasi tutto quello fatto da Abercrombie è stato criticato. Quasi tutti gli storici lo considerano un comandante incompetente.

### Montcalm
Entrambi i comandanti avevano fatto esperienza con le guerre europee, che solitamente si combattevano in campo aperto con pochi movimenti, e non erano quindi preparati ad una guerra nei boschi. Non amavano la guerriglia irregolare combattuta dagli indiani e dai britannici quali i Rogers' Rangers, ma li consideravano un male necessario, dato l'ambiente operativo. Nonostante i francesi dipendessero dal sostegno indiano per infoltire i pochi soldati a disposizione, questi furono poco usati nella battaglia, e Montcalm odiava il loro modo di combattere.
In particolare Montcalm avrebbe guadagnato combattendo in modo più irregolare. Non ispezionò mai il terreno a nord del lago George, da dove avrebbe potuto combattere lo sbarco inglese. Inoltre i francesi avrebbero potuto utilizzare i boschi vicini per diminuire il vantaggio numerico inglese, e per rallentarne il viaggio lungo la strada. Il fatto che le fortificazioni siano state costruite lungo la strada ma poi abbandonate è la dimostrazione del fallimento di questa strategia. Nester pensa che aver contrastato il primo attraversamento del fiume lungo la strada avrebbe concesso a Montcalm un giorno in più per i preparativi.

### Abercrombie
James Holden, che scriveva nel 1911, fece notare che gli scrittori statunitensi ed inglesi contemporanei usavano parole come "imbecille", "codardo", "non pronto" e "vecchia donna" per descrivere Abercrombie.

#### Prima della battaglia
Le critiche ad Abercrombie iniziano con il fatto che si basava su una scarsa intelligence. I resoconti delle spie gli dissero che i francesi a Carillon erano in tutto 6000, e che altri 3000 erano in arrivo. Molti di questi dati provenivano da disertori o prigionieri francesi, e Abercrombie avrebbe dovuto verificarli inviando ricognitori o la fanteria leggera. Anche se i resoconti fossero stati accurati, l'esercito di Abercrombie sarebbe comunque stato in netta superiorità numerica rispetto a quello di Montcalm. Le stesse fonti devono avere parlato anche della scarsezza di cibo nel fortino, segno che l'assedio si sarebbe concluso velocemente.

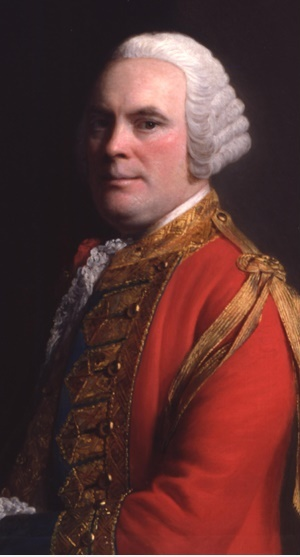
Il generale James Abercrombie

Il successivo errore di Abercrombie fu un'apparente eccessiva fiducia sulle analisi di Matthew Clerk. La sua carenza di genieri esperti portò ad un'errata analisi delle difese francesi. Quello che è chiaro è che Abercrombie, per colpa della fretta, non seguì le raccomandazioni di Clerk di fortificare Rattlesnake Hill, per poi cercare di incolparlo dicendo che erano solo suggerimenti. Clerk morì in battaglia, per cui non poté difendersi dalle accuse piovutegli contro. Il capitano Charles Lee del 44º fanteria scrisse, riguardo alla possibilità di usare i cannoni su Rattlesnake Hill, "c'era una collina in particolare, che sembrava essere un ottimo alleato per noi, da cui due piccoli cannoni ben disposti avrebbero fatto uscire in poco tempo i francesi dai loro rifugi [...] non fu mai fatto, e (uno potrebbe immaginare) sarebbe venuto in mente a qualsiasi stupido non tanto affogato nell'idiozia da dover vestire bavaglino e campanelle".
La decisione tattica di non portare avanti i cannoni fu probabilmente uno degli errori più gravi di Abercrombie. Usare i cannoni contro i francesi avrebbe aperto un passaggio nelle abbattute ed una breccia nelle opere difensive.
Abercrombie avrebbe anche potuto evitare una battaglia campale, cingendo invece d'assedio le postazioni francesi. Aveva abbastanza uomini per bloccare i francesi e fermare ogni rinforzo in arrivo.

#### Tattiche
Abercrombie fece due grossi errori di giudizio durante la battaglia. Uno fu il mancato riconoscimento del fatto che la prima ondata di attacchi si era dimostrata inefficace. Invece di ordinare altre cariche mandando le truppe al massacro avrebbe dovuto ritirarsi a distanza e considerare tattiche alternative. Il secondo errore fu che non considerò mai l'opzione dell'attacco al fianco destro francese. Come minimo questo avrebbe allungato le difese francesi, permettendo all'assalto centrale di trovare punti deboli. I francesi per due volte durante lo scontro mandarono compagnie di milizie fuori a destra per infilare gli assalitori britannici.

#### Dopo la battaglia

La bandiera di Carillon, proposta come bandiera del Quebec nel 1902

La natura disorganizzata della ritirata britannica dimostrò la perdita del comando. Un comandante esperto si sarebbe accampato al punto di sbarco di lago George, valutando la situazione, ed avrebbe iniziato l'assedio ai francesi. Abercrombie, inaspettatamente anche per i suoi uomini, ordinò una ritirata fino all'estremità meridionale del lago. Nester, non riuscendo a trovare ragioni per questo, sostiene che il generale sia stato preso dal panico.

## Retaggio

Attuale bandiera del Québec

Anche se la fortezza non fu mai messa in pericolo dai britannici, Ticonderoga divenne un simbolo di inespugnabilità. Anche se fu infine lasciata ai britannici dall'esercito francese in ritirata nel 1759, i successivi proprietari del fortino, forse non a conoscenza della carenza di risorse del posto, furono sconfitti proprio per questa convinzione. Nel 1777, quando il generale John Burgoyne discese lago Champlain all'inizio della campagna di Saratoga, il generale George Washington, che non aveva mai visto la fortezza, aveva rispetto del suo valore difensivo. Anthony Wayne, che si trovava a Fort Ticonderoga preparando le difese prima dell'arrivo di Burgoyne, scrisse a Washington che la fortezza "non poteva essere conquistata senza spargimento di molto sangue". Fort Ticonderoga si arrese agli statunitensi senza quasi combattere nel luglio 1777.
L'attuale bandiera del Québec si basa su uno stendardo che si dice essere stato issato dai vincitori francesi a Carillon. Lo stendardo, oggi noto come bandiera di Carillon, risale al XVII secolo, ed è stato confermato dall'esperto di tessuti Jean-Michel Tuchscherer: "La bandiera è senza dubbio un documento eccezionale del XVII secolo". Come lo stemma situato sulle mura ora cancellato, era probabilmente la bandiera di Charles de la Boische, marchese di Beauharnois (1671–1749), governatore della Nuova Francia dal 1726 al 1747, l'argento su un lato con sopra una spada, che sormontava tre merletti. Solo il governatore aveva il diritto di mettere il proprio stemma personale su una bandiera con lo stemma di Francia, e solo Beauharnois aveva l'aquila nel suo stemma. La bandiera fu tessuta probabilmente attorno al 1726, data dell'arrivo del marchese di Beauharnois. In ogni caso lo storico Alistair Fraser è convinto che la presenza della bandiera sul campo di battaglia sia una storia inventata nel XIX secolo, dato che non ci sono prove della presenza del grosso stendardo religioso (2x3 metri) al quale si ispira la bandiera oggi usata.